# Sebastian Coe
Lord Sebastian Newbold Coe, Barão Coe, KBE (Londres, 29 de setembro de 1956) é um político, dirigente esportivo e campeão olímpico britânico.
Em sua carreira no atletismo disputou as provas de meio-fundo especialmente os 800 m, 1500 m e a milha. Venceu a prova dos 1500 m nos Jogos Olímpicos de Moscou 1980 e de Los Angeles 1984. Também estabeleceu ao longo da sua carreira 11 recordes mundiais, sendo 8 outdoor e 3 indoor. Foi recordista mundial dos 800 m entre 1979 e 1997, dos 1500 m entre 1979 e 1980, e da milha entre 1981 e 1985.
Depois da sua aposentadoria do atletismo, ingressou na política profissional, no Partido Conservador, e foi membro do Parlamento do Reino Unido de 1992 até 1997, tornando-se membro vitalício da camara dos lordes em 2000. Foi o Presidente do Comitê Organizador dos Jogos Olímpicos de Londres 2012.
Foi eleito presidente da  IAAF – Associação Internacional de Federações de Atletismo em 19 de agosto de 2015 e assumiu o cargo efetivamente em 31 de agosto, ao encerramento do Campeonato Mundial de Atletismo de 2015, em Pequim.  Após novo mandato em 2019, foi novamente reeleito em 2023, cumprindo oito anos à frente da hoje World Athletics.